# 瑙尔道
瑙尔道，是匈牙利沃什州所辖的一个村，总面积10.35平方公里，总人口513，人口密度49.6人/平方公里（2010年1月1日）。